# 侯雄飞
侯雄飞（1953年—），四川阆中人，汉族，中华人民共和国政治人物、第十一届全国人民代表大会四川地区代表。

## 生平
毕业于北京师范大学中共党史专业，是中共党员。担任四川省委宣传部副部长。2008年起担任全国人大代表。